# جهانی شدن نظامی
جهانی شدن نظامی (انگلیسی: Military globalization) را دیوید هلد فرآیندی توصیف می‌کند که مظهر گستردگی و قدرت روزافزون روابط نظامی میان واحدهای سیاسی سیستم جهان است. به این ترتیب این وضعیت هم منعکس کننده شبکه جهانی رو به گسترش پیوندها و ارتباطات نظامی و هم تأثیرات اختراعات مهم نظامی (از کشتی بخار تا ماهواره) که با گذشت زمان دنیا را در یک فضای ژئواستراتژیک یگانه بازسازی کرده‌است. جهانی شدن نظامی به معنا ادغام پایدار نیروهای مسلح تمام دنیا در یک سیستم نظامی جهانی است. از نظر رابرت کوهان و جوزف نای جهانی سازی نظامی مستلزم شبکه از راه دور وابستگی در هر نیرو است که در آن تهدید یا وظیفه نیرو استفاده می‌گردد.
هلد جهانی شدن نظامی را به سه بخش تقسیم نموده‌است:
1. جهانی سازی شبکه جنگ که به نظم ژئوپلیتیک، رقابت، روابط و ارتباطات امنیتی قدرت‌های بزرگ جهانی اشاره دارد.
2. تولید و انتقال تسلیحات که در پویایی جهانی تسلیحات انعکاس یافته‌است.
3. ٓٓژئو حکومت‌داری خشونت که به معنی پذیرش مقررات رسمی و غیررسمی در مورد دستیابی، برقراری و استفاده از نیروهای نظامی است.

هر سه فرایند بالا به توسعه فناوری مرتبط هستند که در مرحله اول آن‌ها را ممکن ساخته‌است. نتیجه آن افزایش وابستگی و درهم پیچیدگی جهانی است.
فرایند جهانی سازی نظامی از عصر کاوش و هنگامی که امپراتوری‌های استعماری اروپایی دست به عملیات نظامی در سطح جهانی زدند شروع گشت. دشمنی امپریالیستی ایشان راه را برای جنگ جهانی اول که نخستین درگیری جهانی در تاریخ بود باز کرد. کوهان اما جهانی سارزی نظامی را حداقل تا زمان فتوحات اسکندر به عقب می‌برد.